# AJスタイルズ
AJスタイルズ（AJ Styles、1977年6月2日 - ）は、アメリカ合衆国の男性プロレスラー。ジョージア州ゲインズビル出身。WWE所属。本名はアレン・ジョーンズ（Allen Neal Jones）。
1998年にデビュー。2001年のWCWへの短期間の出場で頭角を現すが、2002年から2014年まで在籍したTNA時代に高い評価を得る。TNA世界ヘビー級王座2回、NWA世界ヘビー級王座3回、初代を含む6度のXディビジョン王座獲得を成し遂げ、TNA史上初のグランドスラムを達成した。
日本国内では新日本プロレスにおける活躍が知られる。2014年5月新日本との契約後の最初の試合でオカダ・カズチカからIWGPヘビー級王座を獲得するなど、バレットクラブのリーダーとして2回同王座を獲得。新日本での活動は2年にも満たなかったが、リングスキルの高さは当時のファンに印象を残した。
2016年には新日本プロレス退団直後にロイヤルランブル戦にサプライズ登場してWWE入団を明らかにすると、2度のWWE王座の戴冠、3度のUS王座獲得などを果たし、2021年にはWWEにおいてもグランドスラムを達成した。
過去20年間のプロレス業界における最も重要な人物の一人であり、史上最高のレスラーの一人としても名前が挙がる。
専門誌であるプロレスリング・イラストレーテッド誌が選出するPWI 500では2010年に1位を獲得し、2014年から2019年までの6年間は常にトップ5にランクインし続けた。読者投票によるPWI誌の"年間最優秀レスラー賞"を2016年から2018年まで3連覇し、2020年には"2010年代最高のレスラー"にも選出された。

## 来歴

### キャリア初期
NCW（National Championship Wrestling）が運営するNCWトレーニングスクール出身。1998年、エア・スタイルズ（Air Styles）のリングネームで活動。2001年2月、WCWにエア・パリスとエア・レイド（Air Raid）なるタッグチームで参戦。同月21日、Thunderにてブギー・ナイツ（ディスコ & アレックス・ライト）と対戦して勝利。
2002年2月にはオーストラリアのWWAに参戦。4月13日に行われたPPV、The Eruptionにて同団体の王座であるWWAインターナショナルクルーザー級王座を獲得した。

### TNA
6月26日、TNAに参戦。新設されたTNA Xディヴィジョン王座を賭けた4wayイリミネーションマッチにてジェリー・リン、ロウ・キー、シコシスと対戦して勝利。初代王者となる。7月3日、ジェリー・リンとタッグを組んでNWA世界タッグチーム王座を獲得した。後に仲間割れをしてタッグを解消した。
2003年1月3日、初来日を果たしZERO-ONEに参戦。ロウ・キーと好勝負を展開。6月11日、ジェフ・ジャレットを破ってNWA世界ヘビー級王座を獲得。TNAに存在する3つの王座を全て制覇。12月、ビンス・ルッソーが統括するSEX（Sports Entertainment Xtreme）に属し、ヒールとして名を馳せるが、ハルク・ホーガンがTNAに参戦する噂が巡るストーリーの流れを受けてジャレットと立場が入れ替わり、絶対的なベビーフェイスのポジションを貫くようになった。
2004年2月、当時のDOA（ディレクター・オブ・オーソリティーの略で、コミッショナーのような役割を担う）だったドン・ハリスの陰謀で、抗争相手だったアビスとタッグを組んでNWA世界タッグチーム王座に挑戦。試合中に仲間割れを起こすが、結果としては王座を獲得することになった。
2005年、WRESTLE-1 GRAND PRIX 2005に参戦。カズ・ハヤシと対戦するが敗戦している。同年、CIMAとも対戦。
2006年、LAX（The Latin American Xchange）が台頭してきたことにより、クリストファー・ダニエルズとタッグを組んで名勝負を繰り広げる。NWA世界ヘビー級王座戦線へ進出。ヒールターンを決行。クリスチャン、トムコを手を組み、トムコとはTNA世界タッグ王座を獲得。トムコとともにカート・アングル側に寝返る。
2008年1月、新日本プロレスに参戦。クリスチャン・ケイジ & ピーティー・ウィリアムズと組み、稔 & ミラノコレクションA.T. & プリンス・デヴィットと戦い、スタイルズクラッシュでミラノコレクションA.T.に勝利。2月にはTNAにてタイガーマスクや棚橋弘至と新日本プロレス所属のレスラーと対戦。
2009年10月、Bound for Gloryのメインイベントにて世界王座争奪4Wayマッチでカート・アングルを破り、TNA世界ヘビー級王座を奪取。
2010年1月、Genesisのカート・アングル戦でリック・フレアーの持ち込んだベルトでアングルを殴打してTNA世界王座を死守。この試合をきっかけにヒールに転向。8月、リック・フレアー、ビアマネー・インクらとヒールユニット、フォーチュンを結成。
2013年12月、TNAを退団してフリーランスとなる。

### 新日本プロレス

#### 2014年
2014年4月6日、新日本プロレスのINVASION ATTACK 2014にてオカダ・カズチカ & YOSHI-HASHI vs バッドラック・ファレ & タマ・トンガの試合後、オカダとファレが激しく睨み合う最中に突如乱入するとオカダを背後から襲撃し、スタイルズクラッシュを決める。マイクを掴むと「オカダはTNAでヤングボーイだった。そして今もヤングボーイ」とコメントしてIWGPヘビー級王座への挑戦を表明。また、BULLET CLUBへの加入を明らかにした。
5月3日、レスリングどんたく2014でIWGPヘビー級王座を保持するオカダ・カズチカに挑戦。序盤よりBULLET CLUBの乱入によりオカダのペースを崩しつつ追い詰めると終盤にカール・アンダーソンがレッドシューズ海野を押さえつけると高橋裕二郎がオカダにラリアットから東京ピンプスで叩きつけ、最後には自らブラディ・サンデーからスタイルズクラッシュを決めて勝利。ベルトを奪取した。外国人レスラーがIWGPヘビー級王座を戴冠したのは2005年のブロック・レスナー以来9年振りであった。
7月より開催されたG1 CLIMAX 24にBブロックにエントリー。勝ち点16で同ブロックのオカダと並ぶが直接対決で敗戦しているためにオカダが予選通過となり、決勝へ進む事ができなかった。
11月、WORLD TAG LEAGUE 2014に高橋裕二郎と組んでAブロックにエントリー。勝ち点8で予選落ちとなった。

#### 2015年
2015年1月4日、WRESTLE KINGDOM 9にてG1 CLIMAX 24で敗戦を喫した内藤哲也にリベンジマッチの形で対戦。終盤にコーナートップでの攻防となり雪崩式フランケンシュタイナーを狙われるが耐えると雪崩式スタイルズクラッシュを決めて勝利した。
2月11日、THE NEW BEGINNING in OSAKA 2015にてIWGPヘビー級王座を保持する棚橋弘至に挑戦。BULLET CLUBのメンバーを総動員させてセコンドにつけて対戦。試合中盤に顔面から流血に見舞われた棚橋に顔面への攻撃を中心として組み立て、終盤にはスタイルズクラッシュの体勢から棚橋が抵抗するとハローポイントを敢行し、ブラディサンデーで追撃すると最後にスタイルズクラッシュを決めて勝利。2度目の戴冠となった。
3月11日、ニューヨーク州を拠点とするFWE（Family Wrestling Entertainment）のFWE XIXにてFWE世界ヘビー級王座を保持するジョン・ヘニガンに挑戦。三本勝負で行われ、最後にスタイルズクラッシュを決めて勝利。ベルトを奪取した。6月14日、イングランド・ケントを拠点とするRPW（Revolution Pro Wrestling）のSummer Sizzler 2015にてRPWブリティッシュヘビー級王座を保持するマーティ・スカルに挑戦。レボリューショニスツのメンバーをセコンドに引き連れたスカルに対してベビーフェイスの立場で対戦となり、最後にブラディ・サンデーからスタイルズクラッシュを決めて勝利。ベルトを奪取した。
7月より開催されたG1 CLIMAX 25にAブロックにエントリー。8月2日、BULLET CLUBの仲間である、ドク・ギャローズと、Aブロック公式戦にて対戦。ブラディ・サンデーを決めて、ピンフォール勝ち。8月14日、勝ち点12同士の棚橋弘至とAブロック1位の座を懸けて対戦。終盤に棚橋がスタイルズクラッシュを繰り出したことに対して自身も棚橋の得意技であるハイフライフローを使い応戦するが最後に棚橋よりハイフライフローを決められ敗戦。予選落ちとなった。9月4日、ペンシルベニア州を拠点とするCHIKARAが3日間行うトリオトーナメントであるKing of Trios 2015にてヤング・バックス（マット・ジャクソン & ニック・ジャクソン）と組んでBULLET CLUBとして出場。同月6日、決勝まで勝ち進みチームAAA（エアロスター & ドラゴ & フェニックス）と対戦。最後にニックがフェニックスよりスプリングボード450°スプラッシュを決められ敗戦。準優勝という結果に終わるが試合後は6人全員で手を掲げ、お互いを称え合った。11月、WORLD TAG LEAGUE 2015に高橋裕二郎と組んでBブロックにエントリー。同月28日、腰を負傷して欠場になる事が発表された。

#### 2016年
2016年1月4日、WRESTLE KINGDOM 10にてIWGPインターコンチネンタル王座を保持する中邑真輔に挑戦すると同時に初対決が実現。お互いが得意とする蹴り技での応酬となり、終盤にはブラディ・サンデーからの雪崩式スタイルズクラッシュを狙うも、切り返されて雪崩式ランドスライドを喰らい、そのまま後頭部へのボマイェから正調のボマイェへと繋げられ敗戦した。1月5日、NEW YEAR DASH!!にてケニー・オメガと組んで中邑 & YOSHI-HASHI組と対戦。試合終盤、YOSHI-HASHIにブラディ・サンデーを決めてKOし、孤立させた中邑にオーバーヘッドキックを見舞う。続けてケニーがリバースフランケンシュタイナーから片翼の天使を決めて3カウントを奪い勝利。ところが試合直後、ケニーと四方のコーナーへ登り勝利をアピールしていたところ、仲間であるはずのケニーに突如背後から襲撃されたうえ片翼の天使を喰らい、さらにバックステージから登場したBULLET CLUBのメンバー全員によって一方的に殴る蹴るの無残な裏切りを受けてしまう。
ケニーはその場で、AJのBULLET CLUBからの追放を宣告。一人リングに倒れたままのAJへ向けて万雷の「AJスタイルズ」コールが観客から沸き起こり、AJも歓声に応える形で四方の観客席に向かって頭を下げた。この日の試合を最後にAJスタイルズは新日本プロレスを退団した。

### WWE

#### 2016年
1月、新日本退団後にWWEと契約を交わし入団。同月24日、Royal Rumble 2016のロイヤルランブルマッチ形式であるWWE世界ヘビー級王座戦にて3番手で登場。ロマン・レインズと対峙し、リングに入って早々スタイルズクラッシュを仕掛けようとするも不発。4番手で登場したタイラー･ブリーズを打撃技のコンビネーションで攻めてロープ際に持ち上げるとレインズのアッパーカットにより落とす。続いて5番手でソーシャル・アウトキャスツのメンバーと登場したカーティス・アクセルをラリアットで落とす。会場から "AJ Styles" チャントが響く中リングで戦い続け、ネヴィルへスタイルズクラッシュを決めかけるが18番手のケビン・オーエンズよりスーパーキックを浴びるとリング外へ投げられ脱落した。1月25日、RAWにてクリス・ジェリコと対戦。終盤にジェリコの伝家の宝刀であるウォールズ・オブ・ジェリコを喰らうが必死に堪えてロープエスケープで凌ぎ、ライオンサルトを仕掛けてきたところへ両膝を立てて剣山で迎撃してスタイルズクラッシュを狙うが切り返されて丸め込まれるがさらに自身も切り返して丸め込み3カウントを奪い勝利した。この一戦からジェリコとの因縁が始まり抗争を展開。抗争中にジェリコにより共闘を持ちかけられ一時的にタッグを組むが結局裏切られ、4月3日、Wrestle Mania 32にてジェリコと決着戦を行う。終盤にスタイルズクラッシュ、スーパーマン・スプラッシュなどの大技を決めるも3カウントを奪えず、最後に新たなフィニッシャーであるフェノメナール・フォアアームを観客にアピールして飛ぶがジェリコから空中でコードブレイカーを喰らい敗戦した。4月4日、RAWにてロマン・レインズが保持するWWE世界ヘビー級王座への挑戦権を巡ってセザーロ、クリス・ジェリコ、ケビン・オーウェンズとフェイタル4wayマッチで対戦。終盤にオーウェンズにペレキックを放って場外に追い出すとジェリコとの直接対決となりコードブレイカーを喰らい窮地に陥るがカウント2で返し、技の掛け合いを制すと最後にスタイルズクラッシュを決めて勝利。レインズへの挑戦権を獲得。同月18日、RAWにて新日本プロレス時代のBULLET CLUBの仲間であったカール・アンダーソンとルーク・ギャローズとバックステージで再会。レインズがリング上にてプロモーションを行っている最中にバックステージより登場。レインズを称えつつも王座戦では重要な試合と宣言し、リングから降りるとアンダーソンとギャローズがレインズを襲撃。プロモーション終了後、レインズより何を企むのか問われたものの襲撃するとは思わなかったと返答。5月9日、アンダーソンとギャローズとの3人でのユニット名をザ・クラブ（The Club）と名付け、メインイベントでロマン・レインズ & ウーソズ（ジミー・ウーソ & ジェイ・ウーソ）と対戦して反則攻撃で暴れ回り無効試合となった。同月22日、Extreme Rules 2016にてWWE世界ヘビー級王座を保持するロマン・レインズにエクストリームルールマッチで挑戦。場外での殴り合いやアナウンステーブルの破壊、ザ・クラブやウーソズの乱入、スティールチェアでの攻撃などがありながら最後にフェノメナール･フォアアームを決めようとするがカウンターのスピアーを喰らい敗戦した。
5月30日、RAWにて故障から復帰したジョン・シナと遭遇。リング上でお互いを尊敬し合う言葉を交わす中、アンダーソンとギャローズが現れ臨戦態勢になるが突如シナを襲撃。3人でシナを攻撃してリングを後にした。6月19日、Money in the Bank 2016にてジョン・シナと対戦。終盤にはシナのアティテュード・アジャストメント、自身のスタイルズクラッシュを決め合うが3カウントが取れず、レフェリーと交錯してレフェリーが倒れたところにギャローズとアンダーソンがリングに上がるとシナにマジックキラーを決め、フォールを取って勝利した。9月11日、Backlash 2016にてWWE世界王座を保持するディーン・アンブローズに挑戦。終盤には場外戦へと展開して苦戦するがリング内へと戻ると最後にスタイルズクラッシュを決めて勝利。ベルトを奪取してWWEで初の王座を戴冠した。

#### 2017年
2017年4月2日、レッスルマニア33にてシェイン・マクマホンと対戦。チャンスを窺うと果敢にフェノメナール・フォアアームを狙うが関節技、スティールバケツでの殴打を喰らうが、最後にシェインのシューティングスタープレスを避けるとフェノメナール・フォアアームを決めて勝利した。7月7日、WWE LiveにてWWE US王座を保持するケビン・オーエンズに挑戦。最後にフェノメナール・フォアアームを決めて勝利。ベルトを奪取した。同月25日、SmackDown LiveにてWWE US王座を保持するケビン・オーエンズ、クリス・ジェリコとトリプルスレットマッチ形式による王座戦を行う。終盤にオーエンズがジェリコにポップアップ・パワーボムからフロッグ・スプラッシュでフォールを奪ったところ、オーエンズを押し退けてジェリコにフォールして3カウントを奪い勝利。ベルトを奪取した。11月7日、マンチェスター・アリーナでのSmackDown LiveにてWWE王座を保持するジンダー・マハルに挑戦。終盤に介入するシン・ブラザーズを襲撃しているとマハルに隙を突かれてカラスを決められるがロープに足を掛けて難を逃れ、続けてコーナー上に乗せられたところにカウンターのネックブリーカーを仕掛けると最後にフェノメナール・フォアアームを決めて勝利。ベルトを奪取した。

#### 2018年
2018年4月8日、レッスルマニア34にてロイヤルランブルを制した中邑真輔と2年ぶりに対戦。王座を防衛した。同月27日にジッダで開催されたグレイテスト・ロイヤルランブルでも再戦したが、両者リングアウトでノーコンテスト防衛扱いとなった。5月6日のバックラッシュでも両者ノックアウトで無効。しかし5月15日ロンドンO2アリーナで6月17日のマネー・イン・ザ・バンクでの再戦が決まり、その試合方式の選択権をかけたノンタイトル戦で中邑に敗れるが、MITBではラスト・マン・スタンディング形式で行われた王座戦で勝利。

#### 2019年
2019年7月14日、Extreme Rules 2019でWWE US王者のリコシェに挑戦。セコンドに就いたカール・アンダーソン、ルーク・ギャローズのアシストを受けて優位に進め、終盤にギャローズがトップロープに立ったリコシェを妨害。姿勢を崩したリコシェにセカンドロープからスタイルズクラッシュを決めて勝利。王座を戴冠した。
11月4日、レイ・ミステリオに敗北し王座陥落。

#### 2020年～
2020年4月4日、レッスルマニア36にてジ・アンダーテイカーと対戦、生き埋めにされ敗北を喫した。その1ヶ月後、RAWで生還。
5月下旬からは、空位となったWWE IC王座のトーナメント戦に出場するとともに、Smack Downに移籍。トーナメント1回戦では中邑真輔とも対戦している(結果はスタイルズの勝利)。6月12日、トーナメント戦決勝でダニエル・ブライアンと対戦。終盤にフェノメナール・フォアアームを決めて勝利。自身初となるWWE IC王座を戴冠した。8月21日、ジェフ・ハーディーに敗れ王座陥落。
2024年1月、ロイヤルランブル大会では、ローマン・レインズ、LAナイト、ランディ・オートンとの4way形式の統一WWEユニバーサル王座防衛戦が行われた。試合はレインズがスタイルズをピンフォールし、王座獲得を逃した。
2024年4月、レッスルマニア40でLAナイトとシングル形式で対戦するも、敗れている。

## 得意技

### フィニッシュ・ホールド
スタイルズ・クラッシュ
フィニッシュ・ホールドの一つ。
フェノメナール・フォアアーム
スプリングボード・フォアアーム・スマッシュ。
WWEにおけるフィニッシャー。
カーフ・クラッシャー
変形ニーロック
WWE移籍後は、カーフ・クラッシャーと呼ばれている。
スーパーマン・スプラッシュ
スワンダイブ式ファイヤーバード・スプラッシュ。
スパイラル・タップ
ブラディ・サンデー
ハロー・ポイント
変形・パイルドライバー

## タイトル歴
WWE
- WWE世界王座 / WWE王座 : 2回
- WWE IC王座 : 1回
- WWE US王座 : 3回
- WWEロウ・タッグ王座 : 1回

w /オモス
トリプルクラウン達成
- グランドスラム達成

TNA
- NWA世界ヘビー級王座 : 3回（第98、100、103代）
- NWA世界タッグ王座 : 4回

w / ジェリー・リン
w / アビス
w / クリストファー・ダニエルズ : 2回
- TNA Xディヴィジョン王座 : 6回
- TNAレジェンズ王座 : 1回
- TNA TV王座 : 1回
- TNA世界ヘビー級王座 : 2回
- TNA世界タッグ王座 : 2回

w / トムコ
w / カート・アングル
新日本プロレス
- IWGPヘビー級王座 : 2回（第60、62代）

ROH
- ROHピュア・レスリング王座 : 1回（初代）
- ROH世界タッグ王座 : 1回（第2代）

w / アメージング・レッド
FWE
- FWEヘビー級王座 : 1回

IWAミッドサウス
- IWAミッドサウスヘビー級王座 : 1回

NWAワイルドサイド
- NWAワイルドサイドヘビー級王座 : 1回
- NWAワイルドサイドTV王座 : 3回

新韓国プロレス
- NKPWAジュニアヘビー級王座 : 1回

WWA
- WWAインターナショナルクルーザー級王座 : 1回

IPW
- IPWヘビー級王座 : 4回

AAW
- AAWヘビー級王座 : 1回

BB
- BBナチュラルヘビー級王座 : 3回

CWF / E
- CWF / Eヘビー級王座 : 1回

IWC
- IWCスーパーインディー王座 : 4回

IWR
- IWRキングオブインディー王座 : 1回

MPW
- MPWクルーザー級王座 : 1回
- MPWユニバーサルヘビー級王座 : 1回

PPW
- PPWタッグ王座 : 1回

w / トミー・スウェード
PWG
- PWG世界王座 : 1回（第5代）

RPW
- RPWブリティッシュ・ヘビー級王座 : 1回（第14代）

## 入場曲
- Loose
- Also sprach Zarathustra
- Touched
- Wherever I May Roam
- DemiGods
- Born & Raised
- I Am
- Get Ready to Fly
- Fortune 4
- I Am, I Am
- Evil Ways
- Shot'Em
- Styles Clash
- Phenomenal - 現在使用中
- Emergence
- You Don't Want None